# 條碼掃描器

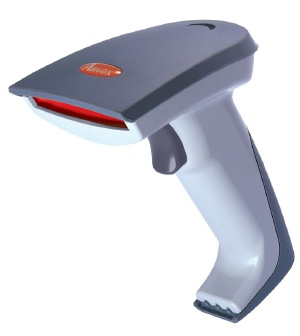
条码扫描器

條碼掃描器又名條碼閱讀機、條碼掃描槍、掃碼槍，是一種電子輸入裝置，能用來掃描條碼，並且讀取條碼內所包含的訊息。如果將條碼掃描器連接電腦，條碼掃描器掃描條碼後會將讀取的條碼內容傳輸至電腦上。
條碼掃描器被廣泛用於超級市場、物流快遞、圖書館等，用來掃瞄商品、單據條碼等。

## 種類
技術上：
- 雷射掃描器
- CCD掃描器
- 攝影式掃描器

外型上：
- 手持式
- 座枱式
- 鑲嵌式

連接方式：
- PS/2
- RS-232 串連式
- USB
- 無線網絡
- 專用接口